# Walter Wülfing
Walter Wülfing (* 22. Juli 1901 in Hannover; † 22. November 1986 ebenda) war von 1949 bis 1966 Präsident des Deutschen Ruderverbandes sowie Funktionär in mehreren Sportverbänden. Ihm wurde 1976 das Große Verdienstkreuz mit Stern und Schulterband der Bundesrepublik Deutschland verliehen. Von 1962 bis 1976 war Wülfing erster Fernsehratsvorsitzender des ZDF.

## Leben
1921 begann Wülfing ein Jurastudium an der Universität Göttingen, das er 1928 mit der Promotion abschloss. Seit dem Studium war er Mitglied der Burschenschaft Alemannia Göttingen. Von 1932 bis 1945 war er Vorsitzender der Rudergesellschaft Hannover-Linden. 1937 trat er in die NSDAP ein und war Offizier im Zweiten Weltkrieg.

## Funktionär in Deutschland

### Deutscher Ruderverband
Walter Wülfing war an der Wiedergründung des Deutschen Ruderverbandes 1949 in Wetzlar beteiligt und war deren Präsident. Er propagierte Rudergemeinschaften über Vereinsgrenzen hinweg. Während seiner Amtszeit erzielten die deutschen Ruderer zahlreiche internationale Erfolge:
- bei Olympischen Spielen vier Gold-, fünf Silber- und eine Bronzemedaille
- bei Weltmeisterschaften fünfmal Platz 1 und einmal Platz 3
- bei Europameisterschaften 24 Gold-, 15 Silber- und 8 Bronzemedaillen

1966 endete Wülfings Präsidentschaft, sein Nachfolger wurde Claus Heß.
Für seine Verdienste um den Sport in Niedersachsen wurde er 1988 in die Ehrengalerie des niedersächsischen Sports des Niedersächsischen Instituts für Sportgeschichte aufgenommen.

### DSB
Wülfing war eines der Gründungsmitglieder des Deutschen Sportbundes DSB. Von 1960 bis 1970 war er Vizepräsident des DSB.

### NOK
Seit 1952 war Wülfing Präsidialmitglied des Nationalen Olympischen Komitees NOK, von 1961 bis 1973 war er Vizepräsident. 1973 wurde ihm die Ehrenmitgliedschaft verliehen.

## Funktionär in der FISA
1957 wurde er in den Weltverband FISA berufen. Hier war er verantwortlich für die Schiedsrichter- und Regelkommission. Seit 1973 gehörte er als Ehrenmitglied dem Präsidium an.